# Édit du tarif
L'Édit du tarif (septembre-décembre 1646) est un texte législatif français concernant la fiscalité de l'Ancien Régime.
Le mot tarif est polysémique au XVIIe siècle. Il fait ici référence aux villes tarifées, c'est-à-dire celles qui avaient obtenu le droit de lever des droits d'entrée (le tarif) sur les marchandises (voir octroi).

Particelli d'Emery fait relever le tarif par arrêt du Conseil (septembre 1646). Il est enregistré par la Cour des aides le 15 décembre suivant. Cet édit est source d'une violente contestation des élites de robe parisiennes. En effet, le texte prévoit de grever d'une redevance toutes les marchandises entrant dans Paris tant par les portes de la ville que par la Seine. L'édit rassemble d'anciennes taxes déjà perçues mais éparses et y assujettit des produits qui, jusque-là, n'étaient pas soumis à la fiscalité. Étant donné que gens de robe et bourgeois de Paris consomment et vendent la production de leurs terres situées en dehors de la ville, ils se trouvent directement touchés par cette mesure et s'opposent donc au projet.

C'est dans ces conditions que l'arrêt est enregistré en décembre. La Cour des aides tente de négocier l'enregistrement de l'édit en réclamant un privilège de franchise pour les bourgeois de Paris sur les produits de "leurs terres, vignes et vergers". Le Parlement considère que la monarchie usurpe ses prérogatives et refuse l'enregistrement de l'édit. Il ne sera donc jamais appliqué.

Cet épisode est aussi à l'origine d'une tension entre les membres du Parlement et ceux de la Cour des aides que la monarchie, au demeurant, tentera d'exploiter pendant la Fronde.